# Kula (Turquia)

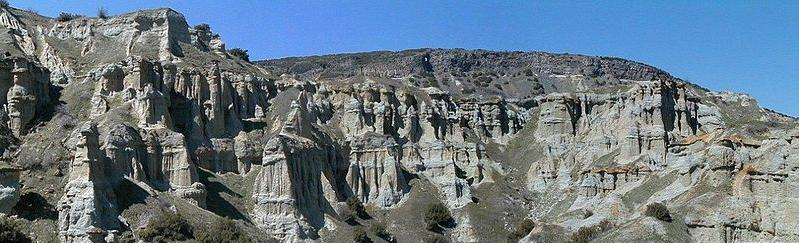
Panorama de Kula

Kula (també Cula, Culla o Cule; en grec: Κουλα) és un municipi i districte de la província de Manisa, a l'actual Turquia. És famós per les seves formacions volcàniques.